# Puchar Francji w piłce nożnej (1998/1999)
Puchar Francji w piłce nożnej mężczyzn 1998/1999 – 82. edycja rozgrywek, mających na celu wyłonienie zdobywcy piłkarskiego Pucharu Francji, zorganizowana przez Francuski Związek Piłki Nożnej (FFF) w sezonie 1998/99. Przystąpiło do niej 5957 drużyn klubowych.

## 1/8 finału
| Gospodarze              | Wynik       | Goście                    |          |
| FC Metz (D1)            | 1–3         | FC Nantes Atlantique (D1) |          |
| RC Lens (D1)            | 1–1         | Stade Lavallois (D2)      | 2–4 kar. |
| Amiens SC (D2)          | 1–2         | CS Sedan (D2)             |          |
| En Avant Guingamp (D2)  | 1–0         | Lille OSC (D2)            |          |
| AS Angoulême (Nat.)     | 1–0         | Troyes AC (D2)            |          |
| Clermont Foot (CFA)     | 0–2         | Le Mans UC 72 (D2)        |          |
| US Saint-Georges (CFA2) | 0–2         | Nîmes Olympique (D2)      |          |
| US Montagnarde (CFA2)   | 0–2 (dogr.) | FC Rouen (CFA2)           |          |

## Ćwierćfinały
| Gospodarze                | Wynik | Goście                 |  |
| Le Mans UC 72 (D2)        | 3–1   | Stade Lavallois (D2)   |  |
| FC Nantes Atlantique (D1) | 2–0   | En Avant Guingamp (D2) |  |
| AS Angoulême (NAT)        | 0–2   | Nîmes Olympique (D2)   |  |
| FC Rouen (CFA2)           | 0–2   | CS Sedan (D2)          |  |

## Półfinały
- Le Mans UC 72 – CS Sedan 3-4
- FC Nantes Atlantique – Nîmes Olympique 1-0

## Finał
- FC Nantes Atlantique – CS Sedan 1-0

## Najlepsi strzelcy
Dagui Bakari (5 goli)

Olivier Quint (5 goli)